# Belém, Lissabon
Belém (portugisiskt uttal: [bɨˈlɐ̃j̃], portugisiska för Betlehem) är en stadsdel i Lissabon i Portugal, belägen omkring en kilometer väster om 25 april-bron. 
Den har en befolkning på 16 528 invånare (2011) och en yta på 10.43 km².
Belém är känd för sina imponerande byggnader och trädgårdar. Särskilt känt är hierosolymitanernas kloster (Mosteiro dos Jerónimos), grundat 1499 till åminnelse av Vasco da Gamas återkomst från Indien. Kyrkan är uppförd i rik portugisisk sengotik, så kallad Emanuelstil. Den är uppförd som en hallkyrka och fullbordades 1528, sydportalen är utförd av João de Castilho. Vasco da Gama och Luís de Camões är båda begravda här. Klostrets södra flygel är numera museum med antika och förhistoriska fynd.
Vid Tejos strand ligger det fyrkantiga Belémtornet, uppfört 1515-21 med uppgift att försvara flodens inlopp mot staden men senare använt som statsfängelse. Palácio de Belém uppfört i början av 1700-talet är officiellt residens för Portugals president.
Belém har också flera museer, bland annat ett marinmuseum. I Belém finns även ett av Portugals mest kända konditorier, Pasteis de Belém, som även bakverket heter och är något av Portugals nationalbakelse där huvudingrediensen är äggula.

## Bilder

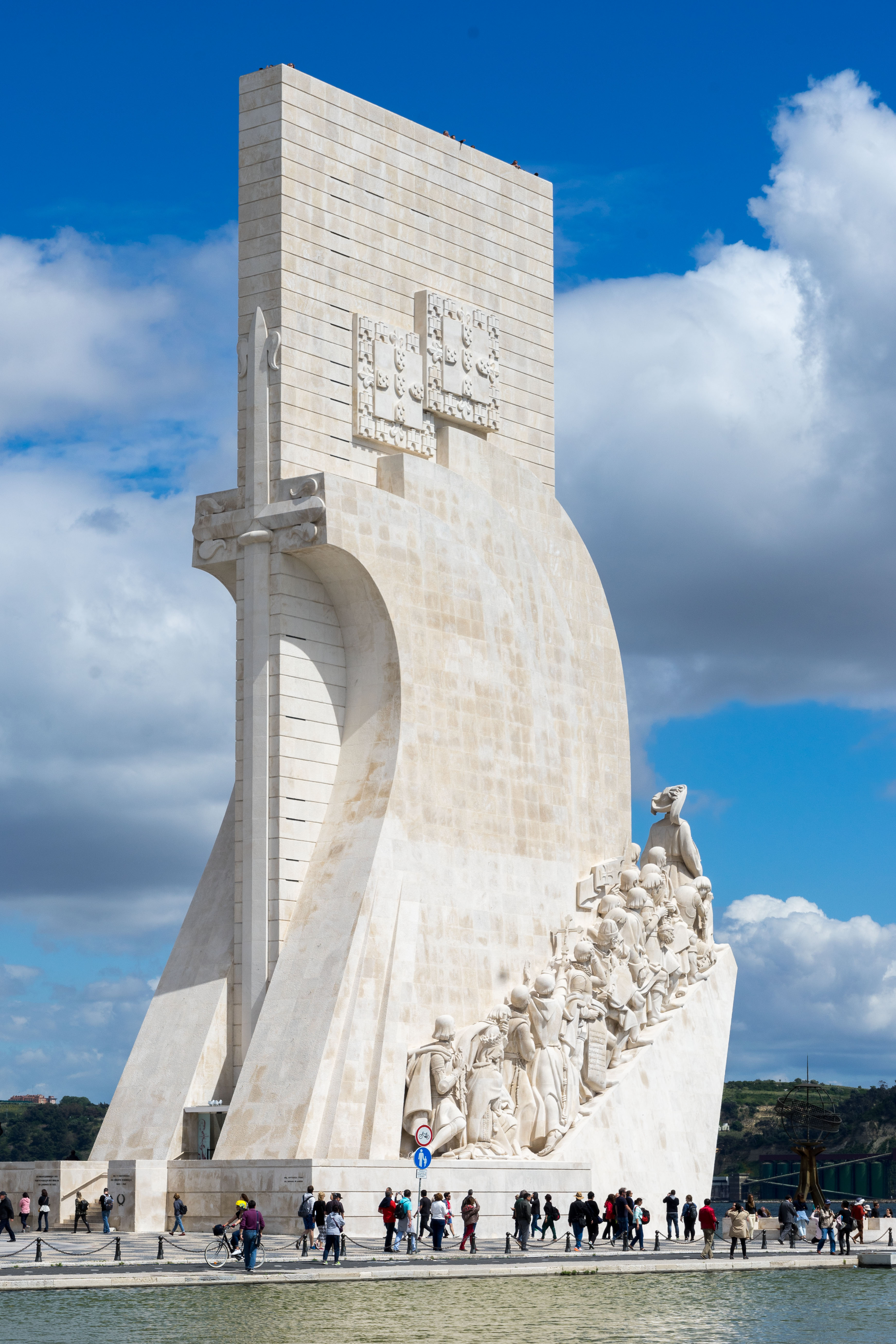
Padrão dos Descobrimentos
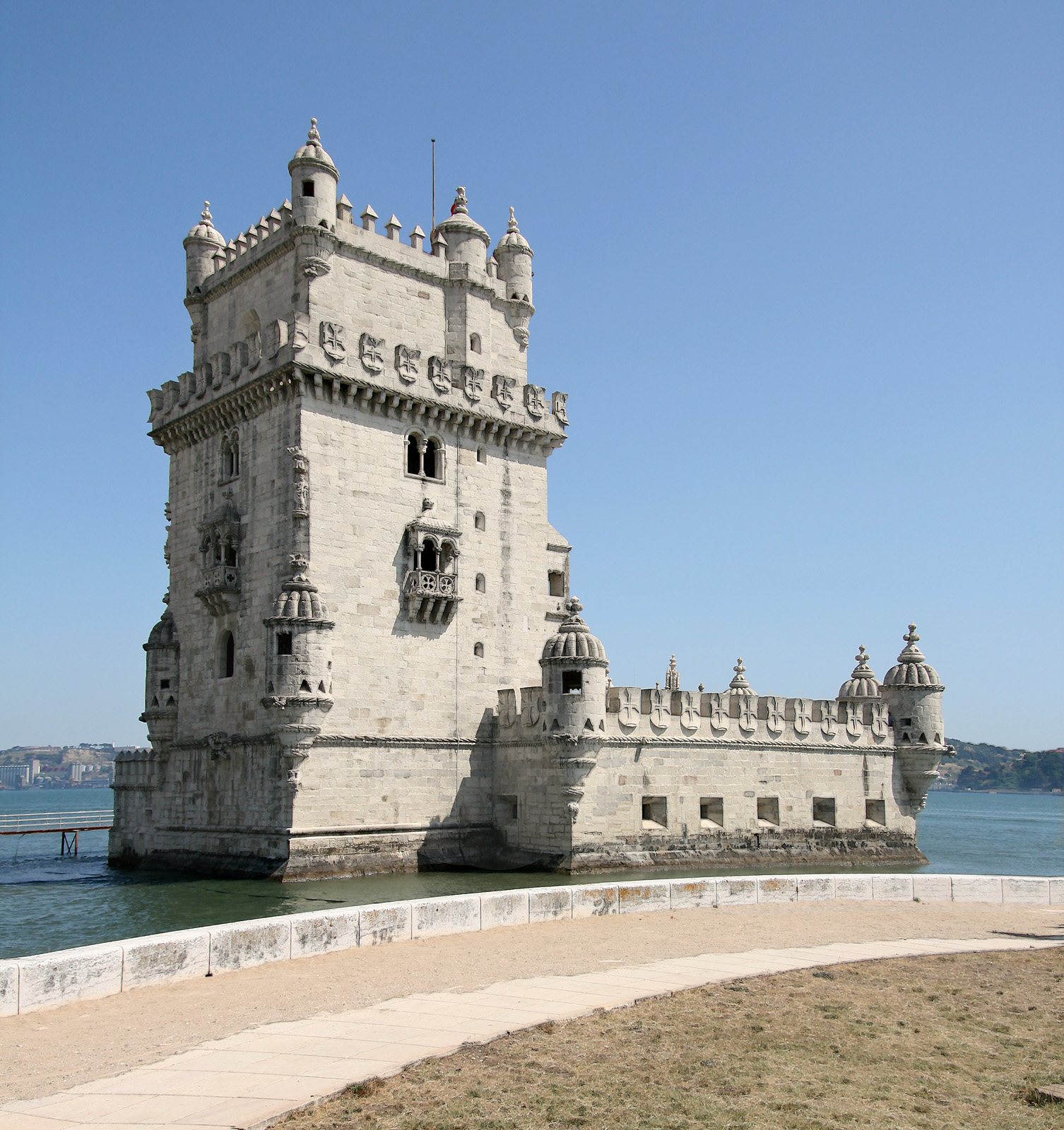
Torre de Belém Belémtornet
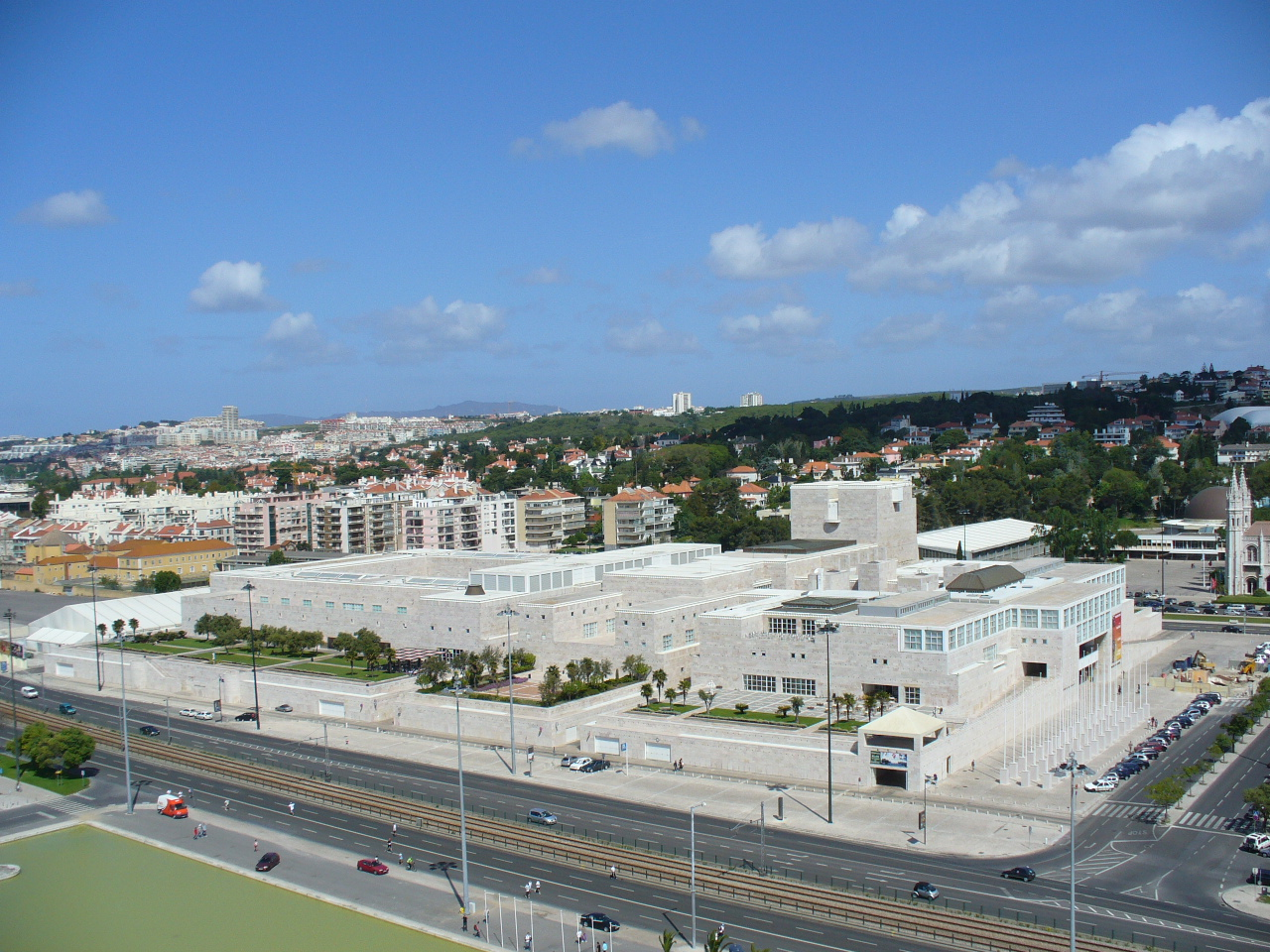
Centro Cultural de Belém
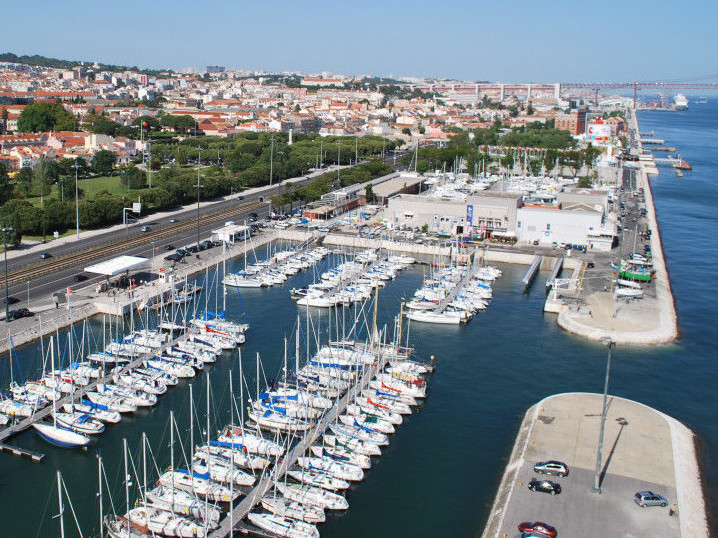
Doca de Belém
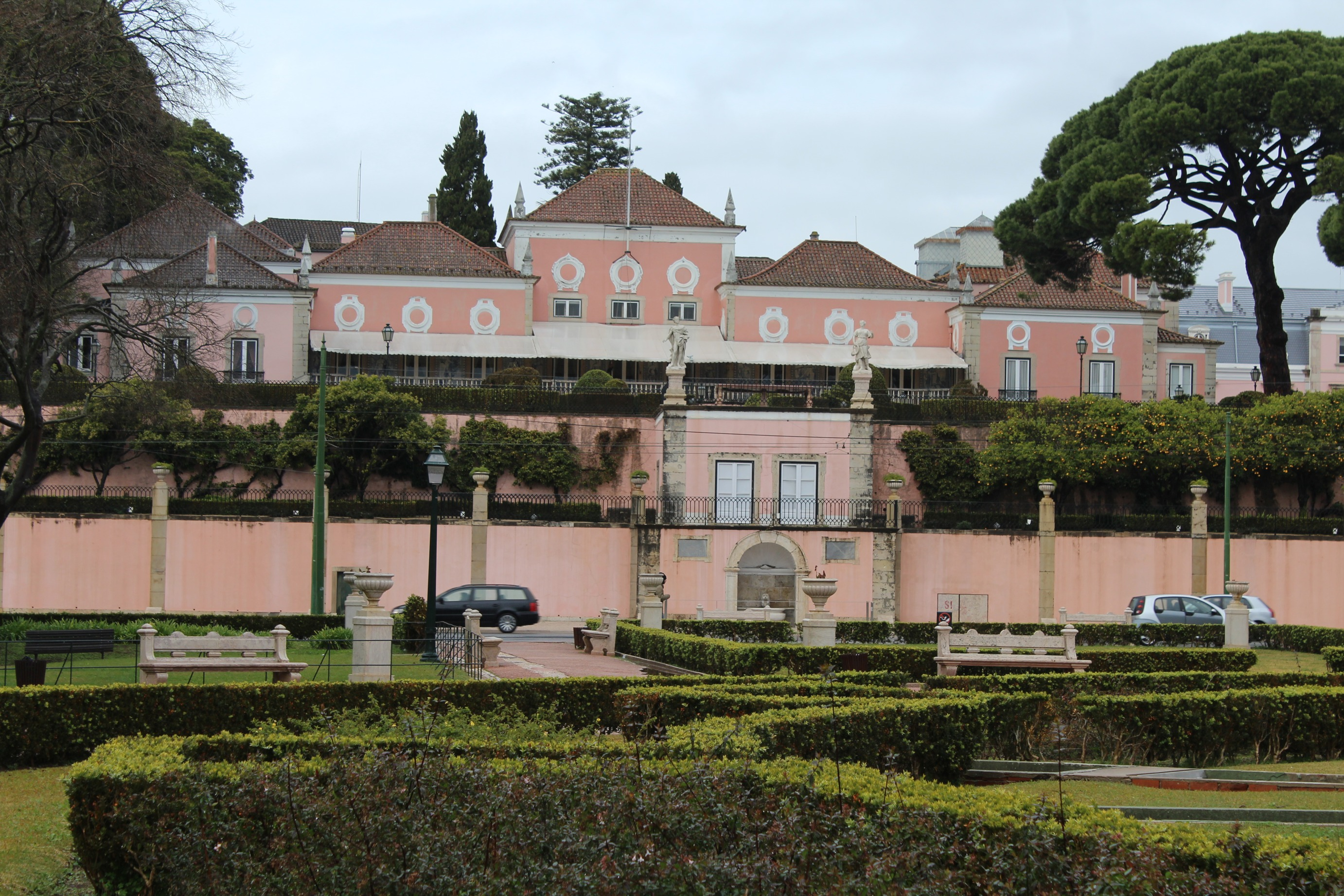
Palácio de Belém
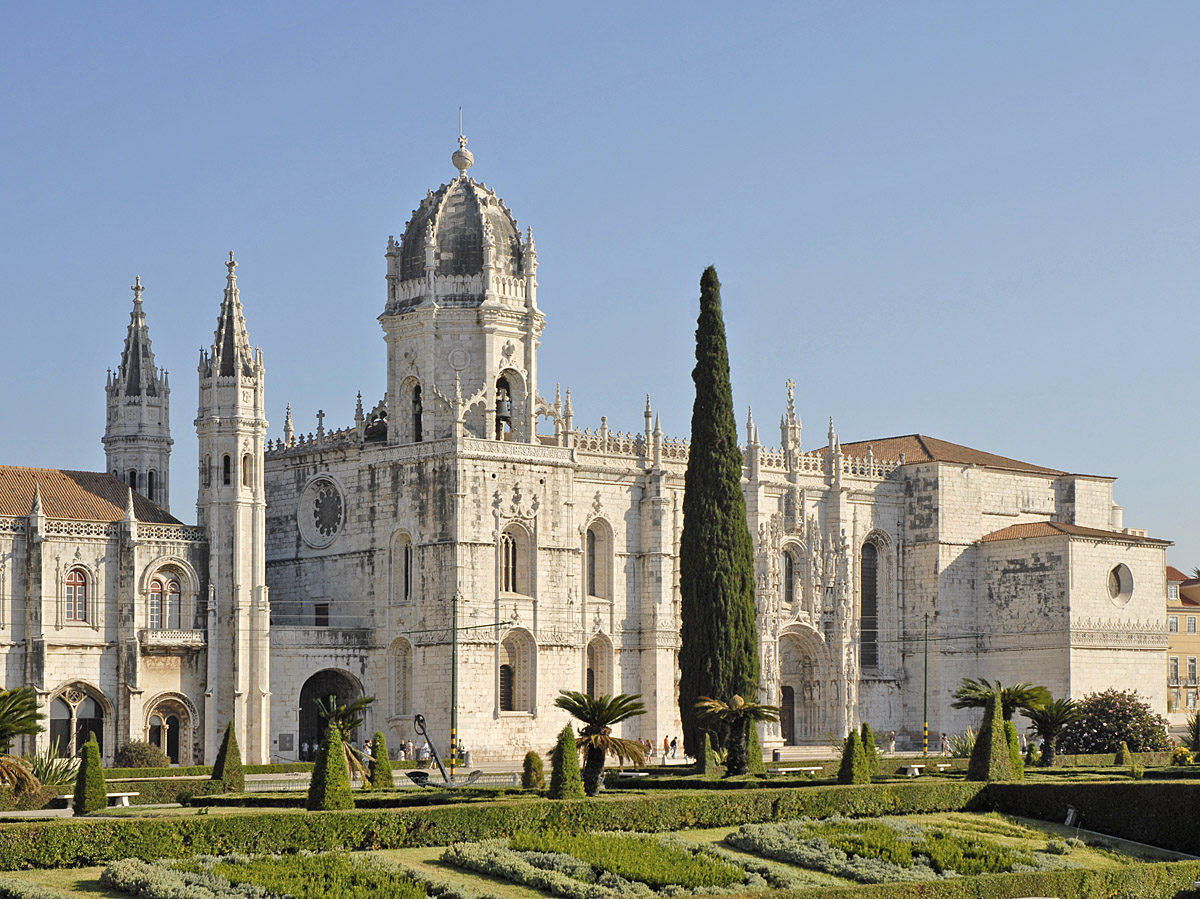
Mosteiro dos Jerónimos Hieronymusklostret
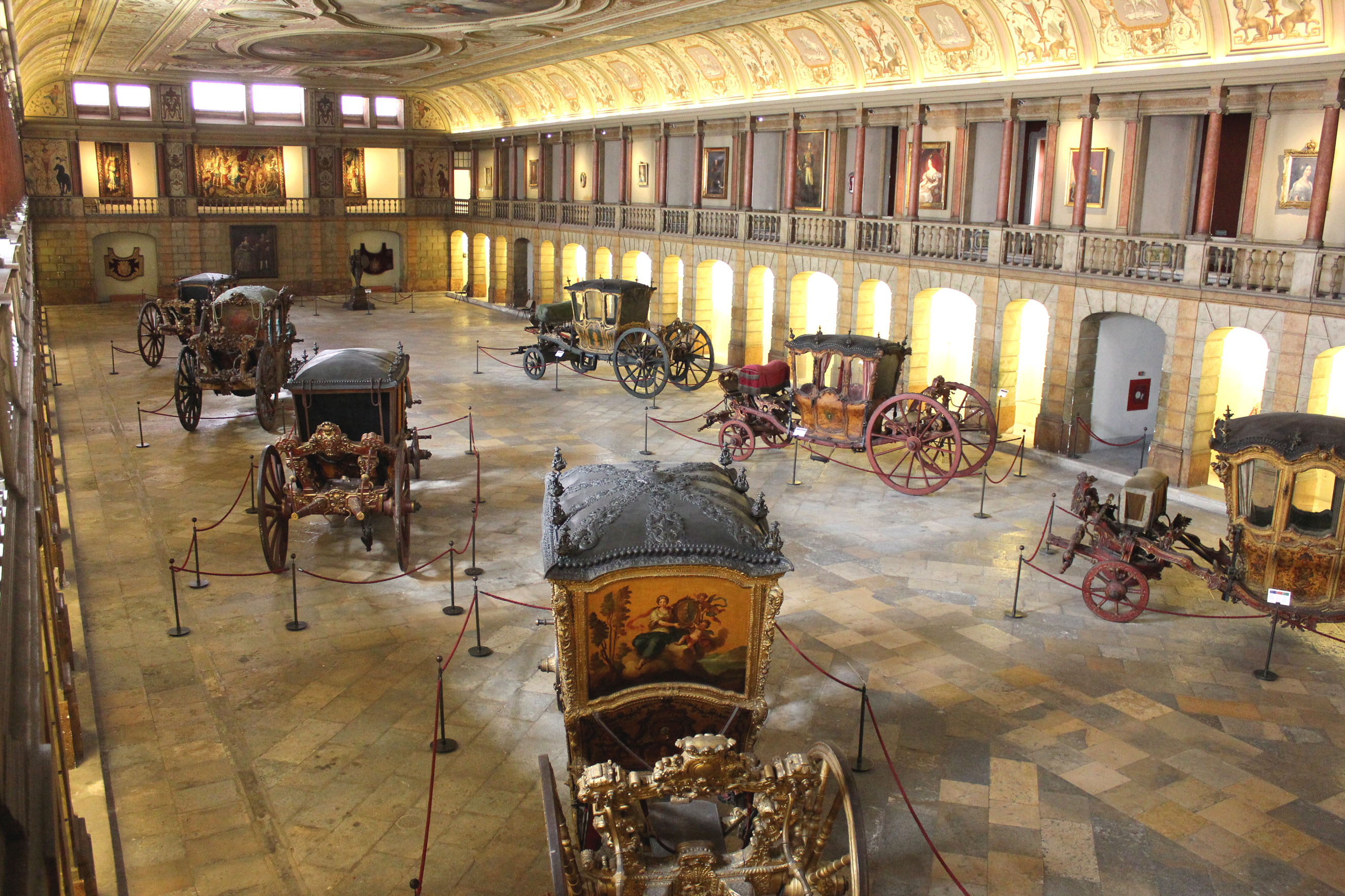
Museu Nacional dos Coches Vagnsmuseum
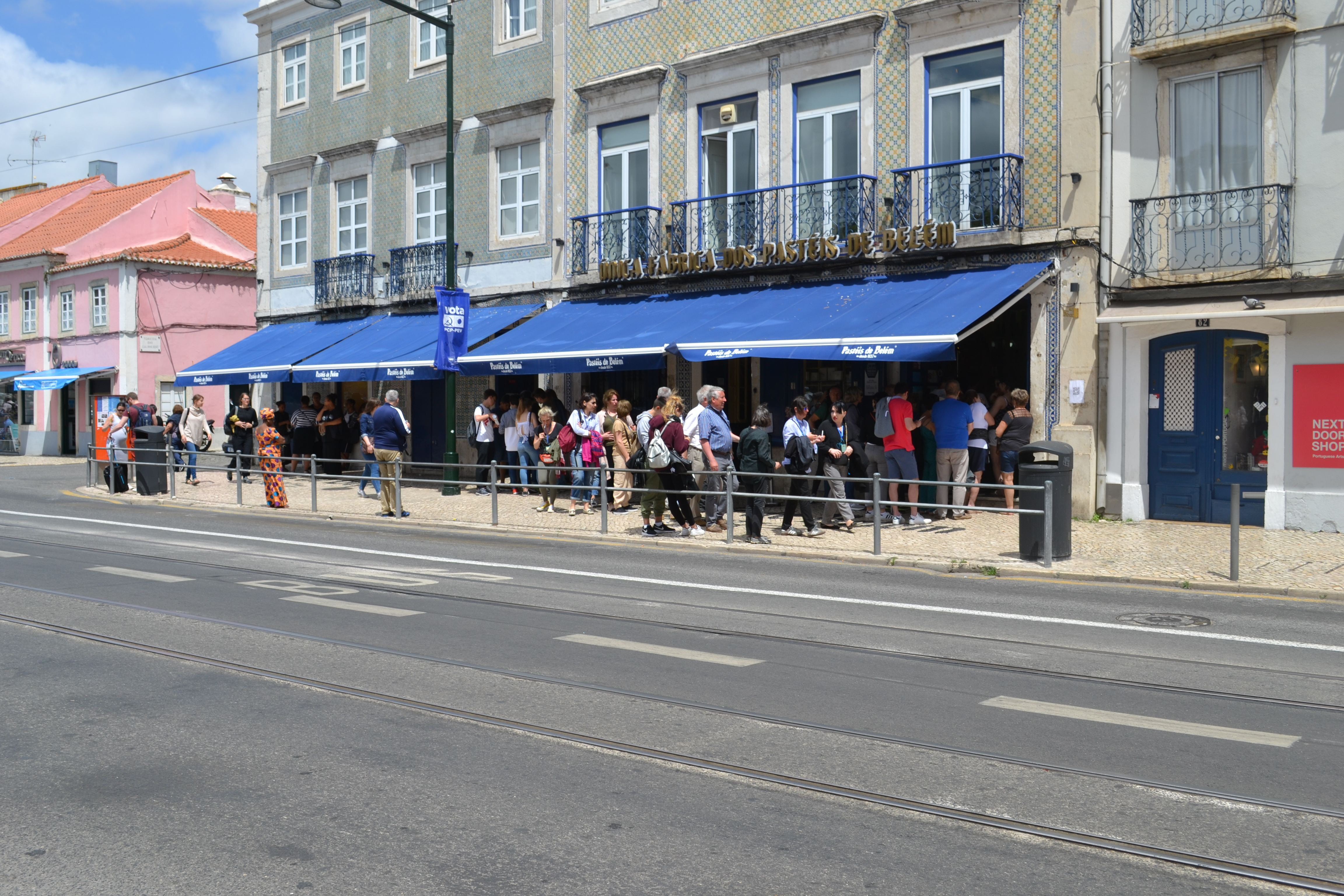
Fábrica dos Pastéis de Belém